# Greg le millionnaire
Greg le millionnaire é um reality show francês apresentado por Grégory Basso e exibido pelo canal TF1 em 2003.